# Chamonixia
Chamonixia là một chi nấm thuộc họ Boletaceae (phân bộ Boletineae).

## Danh sách loài
- Chamonixia albida
- Chamonixia bispora
- Chamonixia brevicolumna
- Chamonixia caespitosa
- Chamonixia caudata
- Chamonixia mucosa
- Chamonixia octorugosa
- Chamonixia pachydermis
- Chamonixia vittatispora